# James Lind Alliance

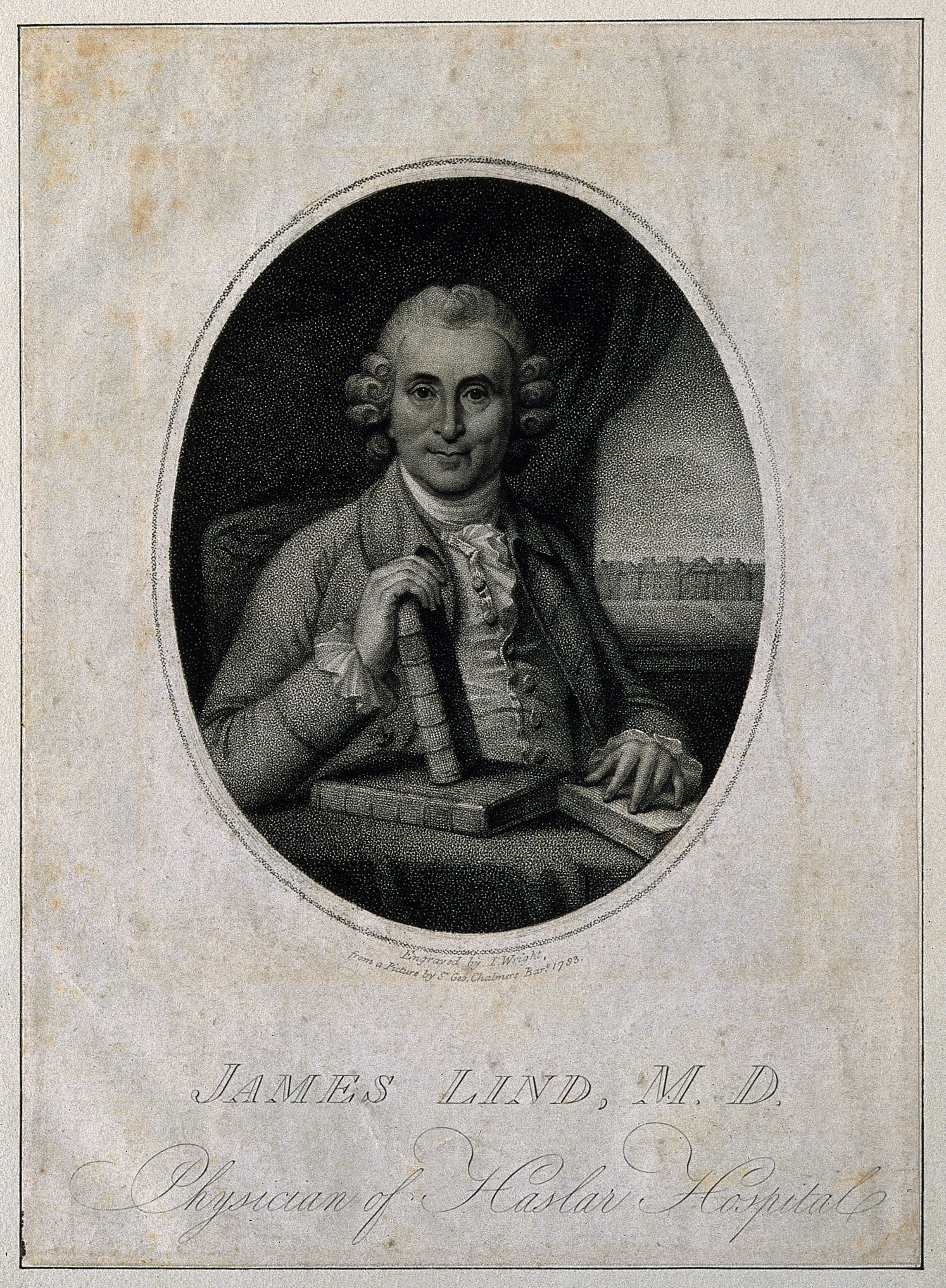
James Lind; skotsk läkare under 1700-talet

James Lind Alliance (JLA) är en brittisk icke vinstdrivande organisation som identifierar och prioriterar vetenskapliga kunskapsluckor inom hälso-sjukvården och socialtjänsten. Organisationen startades 2004 av Sir Iain Chalmers, och finansieras av National Institute of Health Research (NIHR). JLAs mål är att inom olika sjukdomsområden  presentera de vetenskapliga kunskapsluckor som är viktigast för de som i slutändan berörs av praktiknära forskning, dvs patienter och personal. Metoden bygger på att man bildar arbetsgrupper bestående av patienter och för området relevanta professioner. Arbetsgrupperna börjar sedan med att inventera vetenskapliga kunskapsluckor, oftast genom enkäter, därefter påbörjas en prioritering vilken avslutas med en workshop där patienter och profession diskuterar fram en gemensam topplista. Efter workshopen publiceras listan med de viktigaste kunskapsluckorna på organisationens hemsida. Målet med dessa prioriteringar är att upplysa forskare och forskningsfinansiärer vilka kunskapsluckor patienter och personal själva anser viktigast att besvara genom ytterligare forskning.

## Vetenskapliga kunskapsluckor
Vetenskapliga kunskapsluckor är insatser inom hälso- och sjukvård och socialtjänst där det finns en vetenskaplig osäkerhet kring dess effekt. Detta kan bero på att de forskningsstudier som gjorts på insatsen har varit för få, får små, att de har dålig kvalitet eller att de visar motstridiga resultat. I Sverige samlar Statens Beredning för Medicinsk och Social Utvärdering (SBU) identifierade vetenskapliga i en databas.

## Prioriteringar gjorda i Sverige
Statens beredning för medicinsk och social utvärdering (SBU) har gjort ett flertal prioriteringar vilka i stort bygger på JLA princip. I rapporterna presenteras en topplista på 10 forskningsfrågor samt gruppens motiveringar till prioriteringen. År 2014 gjordes den första prioriteringen, som handlade om behandlingsmetoder inom ADHD området. SBU har därefter gjort prioriteringar om diagnostik, prevention och behandling inom förlossningsskador på kvinnor efter vaginal förlossning, forskning om socialtjänsten, postcovid, barn- och ungdomspsykiatrisk (BUP) heldyngsvård, graviditetsrelaterad bäckensmärta, kejsarsnitt och lipödem.

## James Lind
James Lind var en skotsk läkare som genomförde den första kända randomiserade prövningen 1747. I denna tog han 12 män som alla led av skörbjugg och allokerade dem till sex olika behandlingar vilka skulle intas dagligen under två veckor. Efter studiens slut kunde han konstatera att behandlingen med apelsiner och citroner (en behandling som dock bara pågick i sex dagar, därefter tog apelsinerna och citronerna slut) fungerade till skillnad från de övriga.